# ラウル・ゴンサレス
ラウル・ゴンサレス・ブランコ（Raúl González Blanco、1977年6月27日 - ）は、スペイン・マドリード州マドリード出身の元サッカー選手、現サッカー指導者。現役時代のポジションはフォワード。元スペイン代表。

## 概要
レアル・マドリードの歴代最多出場、2015年にクリスティアーノ・ロナウドに更新されるまでクラブ最多得点 の記録保持者であり、レアル・マドリードの象徴的存在の選手。欧州カップ戦における通算得点記録保持者でもある。その他スペイン代表でも102試合に出場して44得点を挙げ、当時の歴代最多得点記録も持っていた。2002 FIFAワールドカップ後から最後の代表招集まで主将を務めた。その知名度の高さから2016年オリンピックのマドリード招聘のためにコペンハーゲンにて最終プレゼンを任された。2015年よりLFPのアンバサダー（親善大使）を務め、また、FAOの大使としての活動も行なっていた。
レアル・マドリード、シャルケ04、アル・サッド、スペイン代表とキャリアのほとんどで背番号7番を背負ってきた。マンチェスター・ユナイテッドで背番号7番を付けていたデビッド・ベッカムやクリスティアーノ・ロナウドも、レアル・マドリードではラウルが7番を付けていることから別の番号を背負ってプレーした。

## クラブ来歴

### 生い立ち
スペインの首都マドリードに生まれる。父親ペドロはエンジニアで職場がアトレティコ・マドリードの本拠地の近所だったため、ラウルは幼少の頃から身近にサッカーがあったという。10歳でカランサスという学校のクラブチームに入る。ずば抜けたゴール感覚は当時から際立っていたという。当時アトレティコのユースを指揮していたフランシスコ・デ・パウラが入団を申し出に訪問。父親ペドロがアトレティコのファンであったことからも、すぐさま承諾し、アトレティコ下部組織の一員となる が同クラブのユース経営終了に伴い放出される。

### レアル・マドリード
1992年にレアル・マドリードのユースに移籍。その2年後、当時監督をしていたバルダーノによってトップチームに昇格し、1994年10月のサラゴサ戦でクラブ最年少記録の17歳と4ヶ月でトップチーム・デビュー。しかし、その試合ではあまり活躍できず、さらにはチームも負けてしまい、ラウルとバルダーノは批判を浴びた。しかし翌週の第10節、アトレティコ・マドリード戦に先発出場し、ミチェルとサモラーノのゴールをアシスト、37分にはラウドルップのアシストからプロ入り初得点を決める活躍を見せ、チームの中心人物であったブトラゲーニョからポジションを奪い、初年度はリーグ戦では28試合で9ゴールを決め、自身初のリーグ制覇に貢献した。
1995-96シーズン、第5節のFCバルセロナ戦ではラウドルップとのワンツーでクラシコ初ゴールを決めた。10月18日、チャンピオンズリーグ、グループステージのフェレンツヴァーロシュTC戦では、同大会史上最年少ハットトリックにして、プロ入り後初のハットトリックを決めた。1996-97シーズン、ファビオ・カペッロ監督指揮下でも中心選手としてリーグ戦では21ゴールを決めて、2度目のリーグ制覇に大きく寄与した。
1997-98シーズン、チャンピオンズリーグ決勝でユヴェントスを破り、初の欧州制覇を成し遂げ、1998-99シーズン、トヨタカップ、ヴァスコ・ダ・ガマとの対戦では相手DFを軽々かわして決勝ゴールを決め、大会MVPを受賞した。第21節のレアル・バリャドリード戦でリーガでは初のハットトリックを決めるなど、リーガの得点王に輝いた。1999-2000シーズン、UEFAチャンピオンズリーグでは決勝のバレンシア戦でチームの3点目となるダメ押しゴールを決めるなど、11ゴールを挙げ大会得点王となった。
2000-01シーズン、スーパーカップのレアル・サラゴサ戦2ndレグではハットトリックを決めて優勝、リーグ戦では2度目のラ・リーガの得点王、UEFAチャンピオンズリーグでも準決勝のFCバルセロナ戦、2ndレグでゴールを決め、決勝進出に貢献、決勝のバイエル・レバークーゼン戦でゴールを決めて 優勝に貢献するなど、得点王になった。2001年には、バロンドールにおいて2位、FIFA最優秀選手賞では3位にそれぞれ選ばれた。また、1999-2000シーズンから2001-02シーズンまでの3年間、UEFA年間最優秀FW賞に選ばれた。
2002-03シーズン、クラブの銀河系政策により、コンビを組むFWが最高の連携を見せていたフェルナンド・モリエンテスやグティからロナウドへシフトした。翌2003-04シーズンには、主力の守備的選手が移籍、またラウルは運動量のないロナウドのサポート的な役割が増大し、次第に自身の得点が減少していった。2003年11月には、マドリード市内に所在するレイ・フアン・カルロス大学 (Universidad Rey Juan Carlos) のスポーツ施設入り口にエスタディオ・ラウル・ゴンサレス・ブランコ (El Estadio Raúl González Blanco) が設立された。
2005-06シーズン、UEFAチャンピオンズリーグのグループステージ第2節、オリンピアコス戦で通算50ゴールを記録し歴代1位になった。また、スペイン代表の最多得点記録もかつて持っており、スペイン代表の800得点目と900得点目を決めたのも彼である。2006年8月15日のアイスランドとの親善試合（0-0）で史上2人目の代表通算100試合出場を達成した。

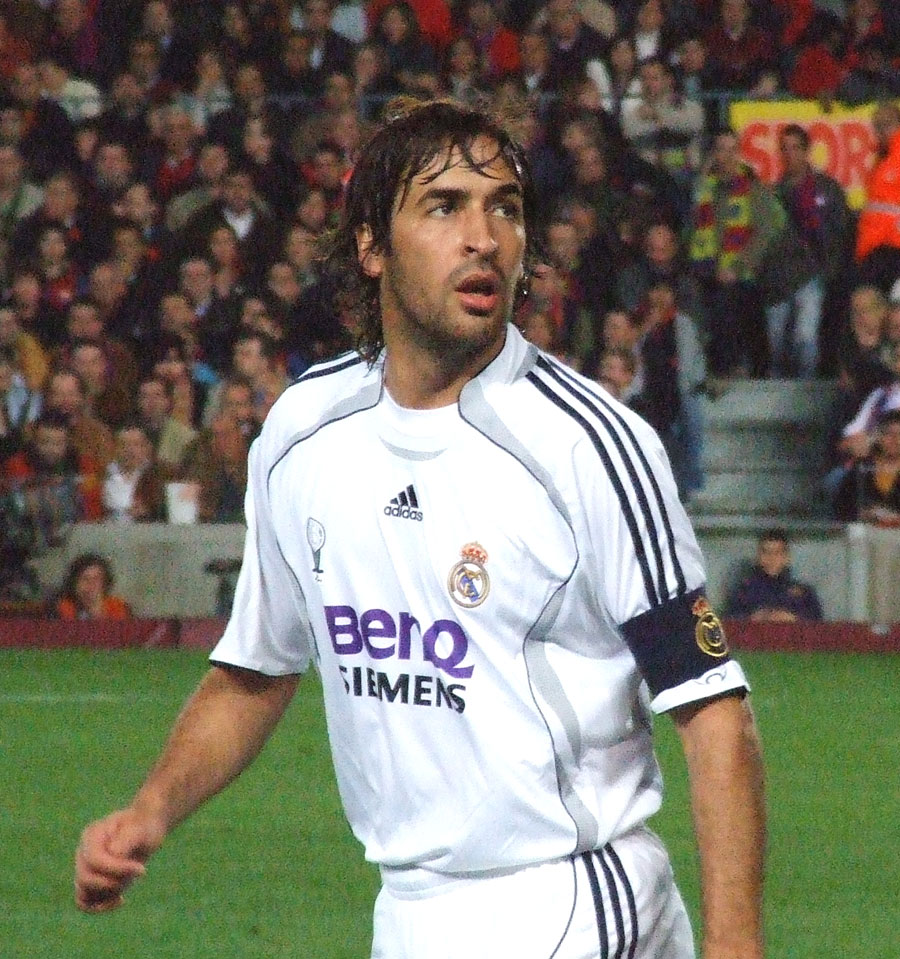
2006-07シーズン、エル・クラシコでのラウル

2006-07シーズン前、当時調子を落としていたラウルをクラブ上層部がレンタル移籍させる事で話を進めていたが、ファビオ・カペッロ監督が反対し放出を免れた。また、同年ルート・ファン・ニステルローイが加入し、出場機会が減少したロナウドが半年後に移籍した。そしてそれまで迷走中だったマドリーはシーズン終盤戦に立て直り4シーズンぶりに優勝を飾った。
2007-08シーズン、シーズンを通して本来のセカンドトップで起用されるようになるとかつてのような得点力を取り戻し、第36節のバルセロナ戦でクラシコでは最後となったゴールを決めるなど、前シーズンを大きく上回る得点を記録、リーグ優勝の原動力となった。また、このシーズンより始まったトロフェオ・アルフレッド・ディ・ステファノの最初の受賞者となった。2008-09シーズン、2月15日のスポルティング・ヒホン戦で2ゴールをあげ公式戦通算ゴール数を309とし、クラブ歴代の最多得点記録を持つアルフレッド・ディ・ステファノの307をも超えた。33節のセビージャ戦ではラ・リーガでの最後のハットトリックを決めた。

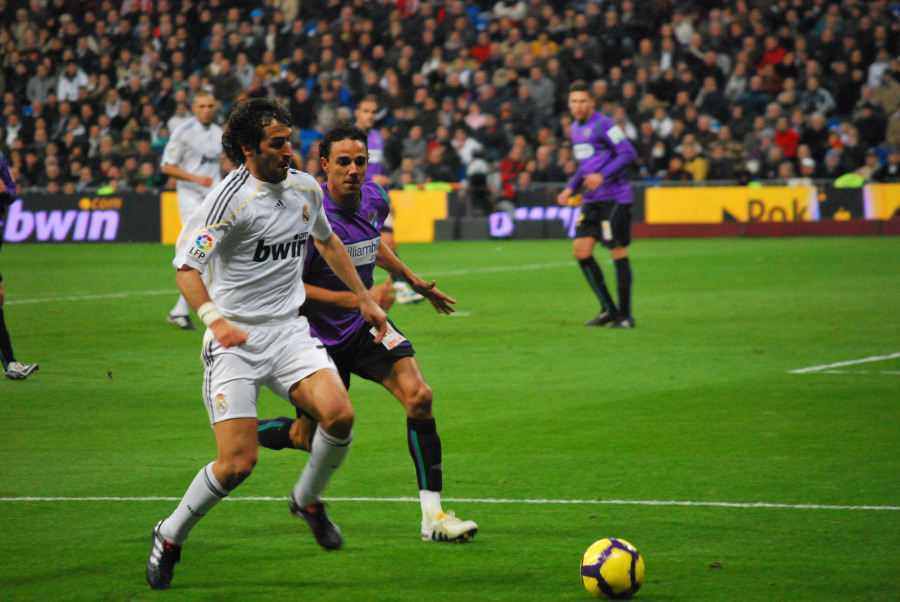
R.マドリード最終シーズンのラウル

2009年2月、2010-11シーズン限りで現役引退あるいは欧州の舞台から退く可能性を示唆した。2009-10シーズン開幕前に再びフロレンティーノ・ペレスがレアル・マドリードの会長となり、大型補強を行った。その影響もあり出場機会が減少した。
2010年2月に行われたテネリフェとの試合に途中出場したラウルは、ロスタイムにファン・デル・ファールトのクロスからラ・リーガ通算227ゴール目となるゴールを決めた。これにより、ディ・ステファノと並びラ・リーガの得点記録歴代3位となり、テルモ・サラの持つ最多得点記録251まであと24と迫った。また同時に、フランシスコ・ブーヨのラ・リーガ542試合出場と並んで出場試合数においても歴代3位タイとなった。デビューしたスタジアムでもあるラ・ロマレーダで行われた第34節のサラゴサ戦では、ラウルにとってレアル・マドリードでの最後の得点となる先制点を挙げ、7月にレアル・マドリードを退団した。

### シャルケ04時代

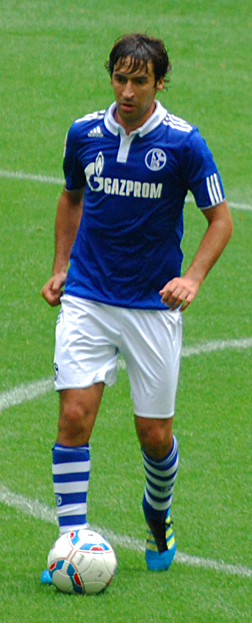
シャルケでプレーするラウル

2010-11シーズンの移籍市場にて、シャルケ04と2年契約を結んだ。シャルケの監督を務めていたフェリックス・マガトは、公式サイト上で「シャルケにとって素晴らしいニュースだ。並外れた選手であり、ワールドクラスのストライカーの獲得に成功した」と紹介した。シャルケでの初試合となった8月1日のバイエルン・ミュンヘンとの非公式親善試合で初得点を記録し、チームも勝利した。公式戦デビューは7日のDFLスーパーカップで、再びバイエルン・ミュンヘンとの試合であった。しかしその試合では得点を挙げることができず、チームも敗れた。21日のハンブルガーSV戦でブンデスリーガデビューを果たした。9月25日、第6節のボルシアMG戦で移籍後公式戦初ゴール、11月20日、第13節のブレーメン戦、12月17日のケルン戦で それぞれハットトリックを決めた。チャンピオンズリーグでは10月20日、ハポエル・テルアビブ戦での2ゴールで自身の持つCL最多得点を68に更新した。2011年2月、UEFAチャンピオンズリーグ決勝トーナメント1回戦バレンシアCF戦1stレグにおいて、自身のCL最多得点を69に更新し、欧州カップ戦の合計でもフィリッポ・インザーギを抜いて単独最多の71得点とした。またこの試合でCL出場試合数も139となり、パオロ・マルディーニの最多記録に並んだ。
2011-2012シーズン、12月17日のヴェルダー・ブレーメン戦ではハットトリックを決め。2月19日のVfLヴォルフスブルク戦ではシャルケでの33得点目を記録し、レアル・マドリードでの323得点及びスペイン代表での44得点と合わせてキャリア通算400得点を達成した。
2012年で契約満了となるラウルに対してシャルケは1年間の契約延長を提示したが、新たな2年契約を望んでいたとされる ラウルとの間で交渉は決裂。ラウルが家族との時間を多く確保したいと希望したこともあり、2011-12シーズン終了後に退団することが公式HPで発表された。4月28日、第33節のヘルタ・ベルリン戦でシャルケでのラストゴールを決めた。シャルケのスポーツディレクターを務めるホルスト・ヘルトは、2年しかプレイしていないにも関わらずラウルの背番号7を永久欠番とする意向を発表した。

### アル・サッド時代

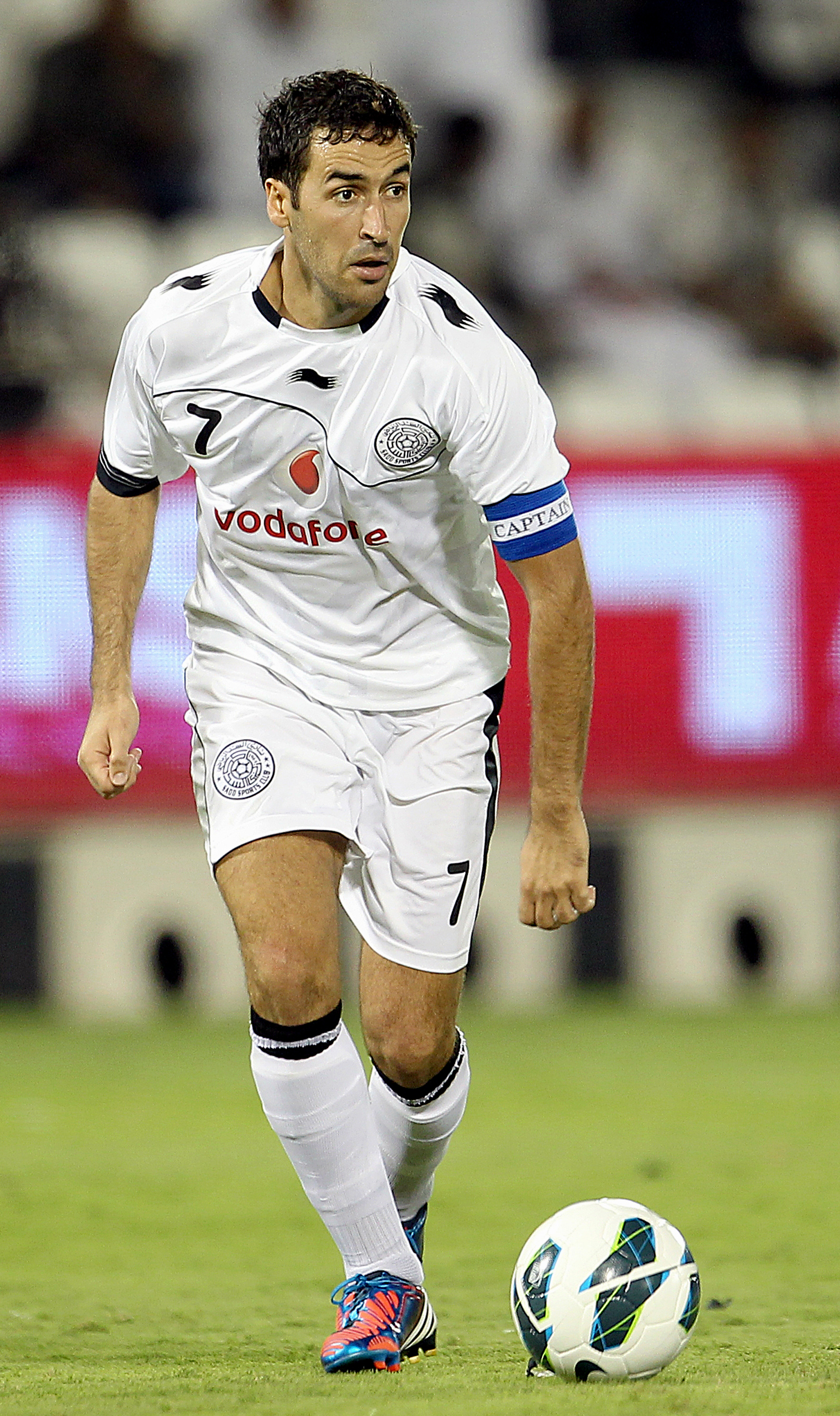
アル・サッドでのラウル

2012年5月13日、カタールリーグのアル・サッドが公式HP上で、ラウルが1年契約で加入することを発表した。ラウルはクラブの副キャプテンを任され、8月5日のシェイク・ジャシムカップで公式戦初出場、PKから得点も挙げた。ラウルはリーグ9得点を挙げ、アル・サッドのリーグ優勝に貢献した。
2013年8月22日、トロフェオ・サンティアゴ・ベルナベウでサンティアゴ・ベルナベウに凱旋。前半はレアル・マドリード、後半はアル・サッドの選手としてプレーしたラウルは、前半にアンヘル・ディ・マリアのパスから得点を挙げた。
2013-14シーズンは、カタールリーグでは3位に終わったものの、アミールカップを獲得した。

### ニューヨーク・コスモス時代
2014年夏、契約満了のためアル・サッドを退団。現役引退も報じられたが、2014年10月30日、ニューヨーク・コスモスに2015年からの加入とユースアカデミーのテクニカルアドバイザーを兼任することが発表された。ユースのテクニカルアドバイザーも務めることが明らかとなっており、現役を退いた後も同クラブの若手指導に尽力することとなる。2015年、NASLのタイトルを獲得し、現役最後の試合オタワ戦で先発出場を果たす。先制したNYコスモスは、その後も追加点を挙げるなど3-2で勝利を収めて優勝し、現役最後の試合を有終の美で飾った。

## 代表来歴
1995年にはスペイン代表としてワールドユース選手権に出場。5試合で3得点を挙げた。また、1996年に行われた自国開催のUEFA U-21欧州選手権にも出場、9試合で8得点を挙げる活躍をし、スペインの準優勝に貢献した。ラウルは各世代の代表ユースで、合計17得点を記録した。
1996年10月9日、1998 FIFAワールドカップ予選のチェコ戦で先発出場してフル代表デビューを果たし、12月14日、同予選のユーゴスラビア戦でフル代表初ゴールを決めた。本大会ではグループリーグ初戦のナイジェリア戦では試合に敗れたが、ゴールを決めた。第3戦のブルガリア戦ではモリエンテスのゴールをアシストしたが、1勝1負1引き分けで決勝トーナメントにも進出出来なかった。EURO 2000の予選では、オーストリア代表との試合で4ゴールを挙げ、さらにその4日後に行われたサンマリノ代表戦でもハットトリックを記録。本大会ではグループリーグ第2戦のスロベニア戦で1ゴールを決め、第3戦のユーゴスラビア戦ではアルフォンソのゴールをアシストして勝利し、決勝トーナメントに進出した。
2002年、ワールドカップ日韓大会ではグループリーグ初戦のスロベニア戦で1ゴール、南アフリカ戦では2ゴール、グループリーグでは3ゴール1アシストを決め、準々決勝の韓国戦では負傷で出場せず、チームはPK戦の末に破れ、準決勝に進出出来なかった。2006年のワールドカップドイツ大会ではグループリーグの3試合にいずれも途中出場、第2戦のチュニジア戦で1ゴールを挙げ、ラウンド16のフランス戦では先発し54分間プレーしたが、チームは1-3と敗れた。2006年9月6日の北アイルランド戦が代表最後の試合となった。

## 現役引退後
引退後は、引き続きニューヨークに居住し、上述のNYコスモスのテクニカルアドバイザーを務めつつ、LFPの北米大使に就任している。
2017年に故郷のマドリードに帰還し、育成部門のスタッフとして古巣レアル・マドリードに7年ぶりに復帰した。同時にUEFAのコーチングコースを履修しており、2018年に監督ライセンスを取得、1年間の育成年代での指導が義務づけられていることから、2018-19シーズンより下部組織の監督就任が内定したことが報じられ、カデーテB（U-15）の監督に就任したが、2019年3月にフベニールB(U-18)の監督を務めていたアルバロ・ベニトの解任（コメンテーター業でトップチームの選手を批判したことが原因とされる）を受け、後任にラウールが昇格。2019年6月20日、レアル・マドリード・カスティージャの監督昇格が発表。
2019-20シーズンは、カスティージャはリーグ7位で2部昇格を逃した。また2020年7月にはフベニールAの監督を務めていたダニエル・ポヤトスがパナシナイコスFCの監督に就任、ラウールが暫定監督としてフベニールAの残り試合を指揮することになり、フベニールAはUEFAユースリーグでクラブ史上初の決勝進出、さらに決勝戦のSLベンフィカU-19戦で3-2で勝利、クラブ史上初のユースリーグ優勝に導いた。2025年5月27日、カスティージャ監督からの退任が発表された。6年間の在任期間は現行のカスティージャになってからは最長記録となった。

## 人物

### プレースタイル

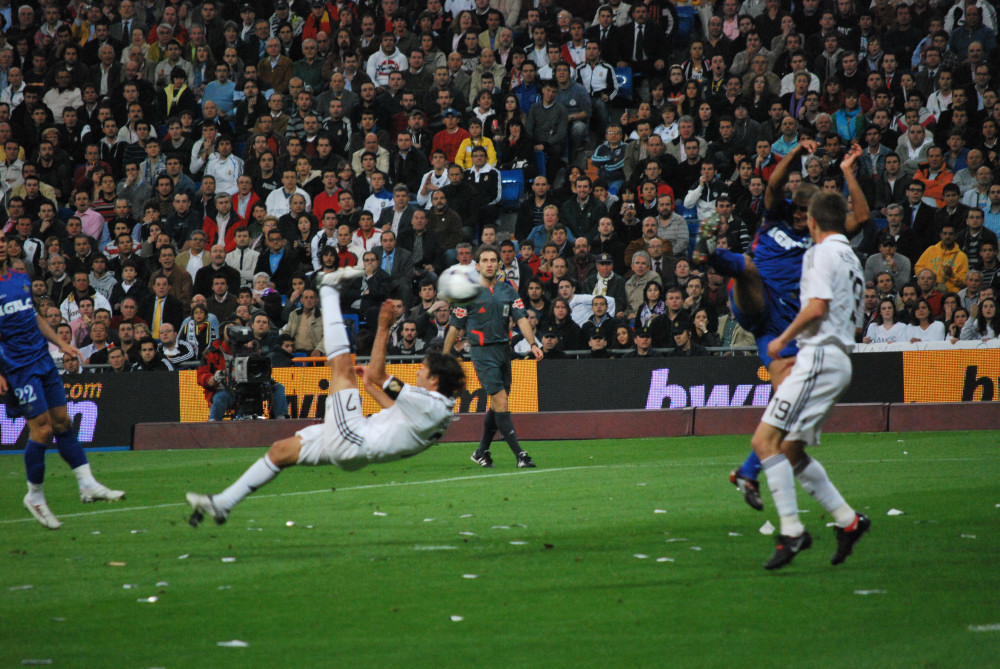
バイシクルシュートをするラウル

素早い思考やスペース活用の上手さ、ゴールへの嗅覚を活かしたプレーが持ち味。その他にも、ヘディングも得意であり、ループシュートなどのテクニカルなシュートやペナルティエリア外からのミドルシュート、ドリブルからの得点などあらゆる形で得点することができた。タックルやディフェンスもでき、フェルナンド・モリエンテスやロナウド、ルート・ファン・ニステルローイら様々なタイプのFWとコンビを組むことができた。
パスの受け手にも送り手にもなれる器用さを持ち、得点だけでなくアシストやチャンスメイクにも優れている。セカンドストライカーとしての他にもサイドハーフとしてもプレーできるほか、1997-98シーズンなど攻撃的MFとしてプレーすることもあった。ポリバレントな役割ができるラウルは、クロード・マケレレが去った銀河系軍団において中盤を走り回り相手へのプレッシャーやボール奪取などディフェンスの役割を求められた。そのため一時は得点数が減少したが、カルロス・ケイロスは「彼の中盤での仕事のおかげで何勝したかわからない」と高評価を与えている。運動量も豊富であり、自宅に低酸素室を設置して心肺の強化に努めている。フェルナンド・イエロは、技術や上品さ、パフォーマンスからフェラーリに喩えて賞賛した。
ドン・バロン・アワードでは、最多の5度最優秀スペイン人選手に選ばれており、2004年にはFIFA 100にも選ばれている。この賞に選ばれたスペイン人は、ラウルの他にはブトラゲーニョ、ルイス・エンリケの2人のみである。フランチェスコ・トッティは「ラウルのような選手がバロンドールの受賞経験がないなんておかしな話だよ」と賞賛し、かつてのチームメイトであるロナウドも、アレッサンドロ・デル・ピエロ、トッティ、パオロ・マルディーニ、ロベルト・カルロスとともにバロンドールを受賞すべきだった選手として名前を挙げている。

### ゴールパフォーマンス

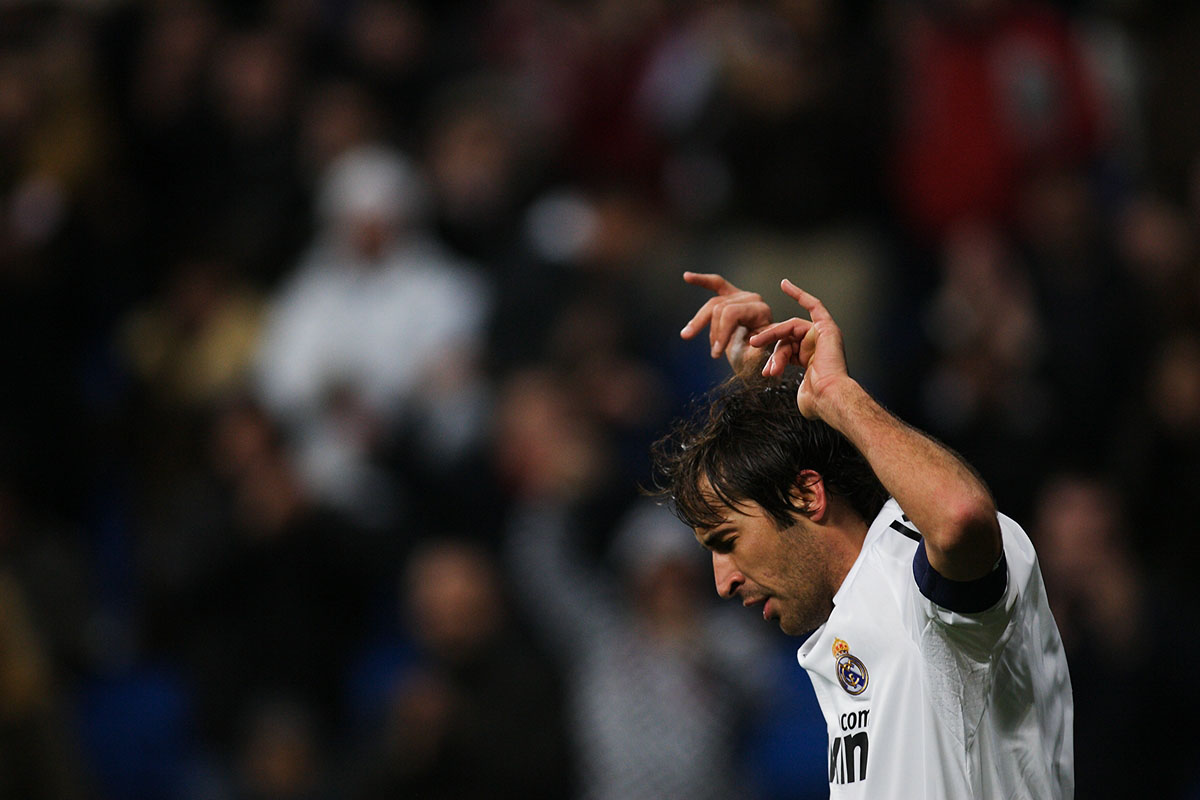
背番号を指すゴールパフォーマンスをするラウル

ゴールを決めた際に、結婚指輪にキスするゴールパフォーマンスは有名。ワールドサッカーダイジェストのインタビューにて、試合前審判に指輪を外すよう言われたことは何度もあるが、そのたび隠して持ち込んでいたと話している。他にはゴールを決めた際に背番号を指したりアシストした選手を指差して称えるパフォーマンスがある。
1999年10月3日にカンプ・ノウで行われたFCバルセロナとのエル・クラシコにて、ラウルの得点後バルセロナに2失点を喫した後半41分にラウルが2得点目を奪って同点に持ち込んだ。2得点目を決めた後、敵地の大観衆に向かって口に人差し指を当てて疾走した。

### 家族・人間関係
家族は、妻のマメン・サンスと息子4人と娘1人（三男と四男は双子）。長男の名前は彼をトップチームでデビューさせた当時の監督ホルヘ・バルダーノに、次男の名前はラウルのアイドルでレアル・マドリードのストライカーだったウーゴ・サンチェスにそれぞれ因んでいる。また、三男はレアル・マドリードに所属したエクトル・リアルに、四男はドイツの名手ローター・マテウスに因んで名付けている。フェルナンド・モリエンテスとは大の親友であり、レアル・マドリードとスペイン代表で抜群に息の合った2トップを形成していた。2005-06シーズン、ラウルが負傷していた頃にモリエンテスが所属していたリヴァプールのホームスタジアムアンフィールドにも数回観戦に訪れている。また、2002年8月30日のUEFAスーパーカップのフェイエノールト戦では、ロナウドの加入問題によって試合に出場できなかったモリエンテスのユニフォームを自らのユニフォームの下に着こんで試合に臨んだ。ラウルはその試合でゴールを決めることは出来なかったものの、試合は3-1で勝利しクラブ史上初のスーパーカップ制覇を成し遂げた。
試合中にラウルに対してエキサイトする選手や演技を指摘する選手は滅多におらず、彼が倒れた場合や接触した場合はほとんどの選手が手を差し出すほど紳士的とされているプレーヤーである。また未だかつてシミュレーションを取られたことはない。2006-07シーズンのFCバルセロナ戦ではシュートを空振った際に足を痛め倒れかけた（その後の診断で靱帯の断裂と判明）ラウルに即座にエジミウソンが手を貸し、その後両チームの選手が駆け寄り心配している姿が放映された。ラウルは重傷にも関わらずゲームを再開させる為に担架を待たずにピッチの外へ片足で移動した。シャルケで同僚となった内田篤人は「献身的で守備もしてくれるがそれでいて点も取る。ああいう選手がいると後ろが楽」「ラウルはスターだが意見も聞いてくれる、そういう人間性が凄い」といった評価をしている。内田がマインツ戦で怪我をして走れない時に、内田がドリブルしようとした所、内田のボールをかっさらい「お前は止まっておけ」と気遣いもした。
一方ハビエル・ポルティージョの父親が「息子が放出されたのはラウルのせい」と発言したと報じられたり、シシーニョはレアル・マドリード退団から3年後、「（レアル・マドリードの）ロッカールームの中はラウル・マドリード」「ロベルト・カルロスやロナウドがいなくなった後、ブラジル人の立場は悪くなり迫害された」と批判されたこともある。

### その他
読書家であり、愛読書はアルトゥーロ・ペレス＝レベルテ。また、狩りやスペイン音楽、闘牛も好む。優勝時には、レアル・マドリードのエンブレムの入ったカポーテで闘牛のパフォーマンスを行ったこともある。ラウルがレアル・マドリードから移籍した後は、このパフォーマンスはセルヒオ・ラモスに受け継がれた。
レアル・マドリードの一員として親善試合のため来日した際、フェルナンド・モリエンテスと共にフジテレビのバラエティ番組・めちゃ×2イケてるッ!のコーナー「やべっち寿司」に出演した。その際にペナルティのワッキーが披露した芝刈り機のモノマネについて、すごく面白かったと語っている。

## 個人成績

### 下部クラブでの成績
| シーズン | クラブ                                   | カテゴリー                 | 出場 | 得点 |
| 19??-90  | サン・クリストバル・デ・ロス・アンヘレス | アレビン、インファンティル |      |      |
| 1990-91  | アトレティコ・マドリード                 | インファンティル           |      | 65   |
| 1991-92  | アトレティコ・マドリード                 | カデーテ                   |      |      |
| 1992-93  | レアル・マドリード                       | カデーテA                  | 26   | 59   |
| 1993-94  | レアル・マドリード                       | フベニールB                | 3    | 6    |
| 1993-94  | レアル・マドリード                       | フベニールA                | 17   | 43   |
| 1993-94  | レアル・マドリード                       | Sub-19                     | 8    | 6    |
| 1994–95  | レアル・マドリード                       | C                          | 9    | 16   |
| 1994–95  | レアル・マドリード                       | B セグンダ・ディビシオン   | 1    | 0    |

### トップリーグ成績
| シーズン                   | クラブ                     | 背番号                     | 国内リーグ | 国内リーグ | 国内カップ | 国内カップ | 国際リーグ1 | 国際リーグ1 | その他2 | その他2 | 通算 | 通算 | スペインユース | スペインユース | スペイン代表 | スペイン代表 |
| シーズン                   | クラブ                     | 背番号                     | 出場       | 得点       | 出場       | 得点       | 出場        | 得点        | 出場    | 得点    | 出場 | 得点 | 出場           | 得点           | 出場         | 得点         |
| -------------------------- | -------------------------- | -------------------------- | ---------- | ---------- | ---------- | ---------- | ----------- | ----------- | ------- | ------- | ---- | ---- | -------------- | -------------- | ------------ | ------------ |
| 1994-95                    | レアル・マドリード         |                            | 28         | 9          | 2          | 1          | —           | —           | —       | —       | 30   | 10   | 7              | 5              | —            | —            |
| 1995-96                    | レアル・マドリード         | 17                         | 40         | 19         | 2          | 1          | 8           | 6           | 2       | 0       | 52   | 26   | 11             | 8              | —            | —            |
| 1996–97                    | レアル・マドリード         | 7                          | 42         | 21         | 5          | 1          | —           | —           | —       | —       | 47   | 22   | —              | —              | 7            | 1            |
| 1997–98                    | レアル・マドリード         | 7                          | 35         | 10         | 1          | 0          | 11          | 2           | 2       | 3       | 49   | 15   | —              | —              | 9            | 2            |
| 1998–99                    | レアル・マドリード         | 7                          | 37         | 25         | 2          | 0          | 8           | 3           | 2       | 1       | 49   | 29   | —              | —              | 7            | 10           |
| 1999–00                    | レアル・マドリード         | 7                          | 34         | 17         | 4          | 0          | 15          | 10          | 4       | 2       | 57   | 29   | —              | —              | 12           | 4            |
| 2000–01                    | レアル・マドリード         | 7                          | 36         | 24         | 0          | 0          | 12          | 7           | 2       | 1       | 50   | 32   | —              | —              | 11           | 4            |
| 2001–02                    | レアル・マドリード         | 7                          | 35         | 14         | 6          | 6          | 12          | 6           | 2       | 3       | 55   | 29   | —              | —              | 9            | 7            |
| 2002–03                    | レアル・マドリード         | 7                          | 31         | 16         | 2          | 0          | 12          | 9           | 2       | 0       | 47   | 25   | —              | —              | 8            | 4            |
| 2003–04                    | レアル・マドリード         | 7                          | 35         | 11         | 7          | 6          | 9           | 2           | 2       | 1       | 53   | 20   | —              | —              | 12           | 6            |
| 2004–05                    | レアル・マドリード         | 7                          | 32         | 9          | 1          | 0          | 10          | 4           | —       | —       | 43   | 13   | —              | —              | 10           | 3            |
| 2005–06                    | レアル・マドリード         | 7                          | 26         | 5          | 0          | 0          | 6           | 2           | —       | —       | 32   | 7    | —              | —              | 14           | 3            |
| 2006–07                    | レアル・マドリード         | 7                          | 35         | 7          | 1          | 0          | 7           | 5           | —       | —       | 43   | 12   | —              | —              | 3            | 0            |
| 2007–08                    | レアル・マドリード         | 7                          | 37         | 18         | 1          | 0          | 8           | 5           | 2       | 0       | 48   | 23   | —              | —              | —            | —            |
| 2008–09                    | レアル・マドリード         | 7                          | 37         | 18         | 1          | 3          | 7           | 3           | 2       | 0       | 47   | 24   | —              | —              | —            | —            |
| 2009–10                    | レアル・マドリード         | 7                          | 30         | 5          | 2          | 0          | 7           | 2           | —       | —       | 39   | 7    | —              | —              | —            | —            |
| レアル・マドリード通算     | レアル・マドリード通算     | レアル・マドリード通算     | 550        | 228        | 37         | 18         | 132         | 66          | 22      | 11      | 741  | 323  | —              | —              | —            | —            |
| 2010-11                    | シャルケ04                 | 7                          | 34         | 13         | 4          | 1          | 12          | 5           | 1       | 0       | 51   | 19   | —              | —              | —            | —            |
| 2011–12                    | シャルケ04                 | 7                          | 32         | 15         | 3          | 2          | 11          | 4           | 1       | 0       | 47   | 21   | —              | —              | —            | —            |
| シャルケ04通算             | シャルケ04通算             | シャルケ04通算             | 66         | 28         | 7          | 3          | 23          | 9           | 2       | 0       | 98   | 40   | —              | —              | —            | —            |
| 2012-13                    | アル・サッド               | 7                          | 22         | 9          | 12         | 3          | —           | —           | 0       | 0       | 34   | 12   | —              | —              | —            | —            |
| 2013-14                    | アル・サッド               | 7                          | 17         | 2          | 5          | 2          | 5           | 0           | 0       | 0       | 27   | 4    | —              | —              | —            | —            |
| アル・サッド通算           | アル・サッド通算           | アル・サッド通算           | 39         | 11         | 17         | 5          | 5           | 0           | 0       | 0       | 61   | 16   | —              | —              | —            | —            |
| 2015                       | ニューヨーク・コスモス     | 7                          | 28         | 8          | 2          | 0          | —           | —           | 2       | 1       | 32   | 9    | —              | —              | —            | —            |
| ニューヨーク・コスモス通算 | ニューヨーク・コスモス通算 | ニューヨーク・コスモス通算 | 28         | 8          | 2          | 0          | 0           | 0           | 0       | 0       | 32   | 9    | —              | —              | —            | —            |
| 通算                       | 通算                       | 通算                       | 683        | 275        | 63         | 26         | 160         | 75          | 25      | 12      | 932  | 388  | 18             | 13             | 102          | 44           |

1UEFAチャンピオンズリーグ, UEFAカップ, AFCチャンピオンズリーグ.
2スーペルコパ・デ・エスパーニャ, DFLスーパーカップ, UEFAスーパーカップ, インターコンチネンタルカップ、FIFAクラブワールドカップ.

## 代表歴

### 出場大会
- Sub-18 1993-94 2試合　4得点
- Sub-20 1994-95 5試合　3得点
- Sub-21 1994-95 9試合　8得点
- オリンピック　1995-96 4試合　2得点

102試合 / 44得点
- 1998年　1998 FIFAワールドカップ・フランス大会 - 1次リーグ敗退
- 2000年　EURO2000・白蘭大会 - ベスト8
- 2002年　2002 FIFAワールドカップ・日韓大会 - ベスト8

グループリーグで3得点を挙げチームを牽引するも、自身が負傷欠場した準々決勝の韓国代表戦で無念のPK戦負けを喫した。
　同大会終了後、フェルナンド・イエロの代表引退に伴い、キャプテンを引き継いだ。
2003年1月、イエロの持っていたスペイン代表の歴代得点記録を更新。
- 2004年　EURO2004・ポルトガル大会 - 1次リーグ敗退

チームは決勝トーナメントに進めなかったが、ギリシャ代表戦でフェルナンド・モリエンテスのゴールをアシストした。
- 2006年　2006 FIFAワールドカップ・ドイツ大会 - ベスト16

グループリーグを全勝で1位通過するも、決勝トーナメント1回戦でドイツ大会で引退を表明したジダン率いるフランス代表と激突し敗れた。

### 試合数
- 国際Aマッチ 102試合 44得点（1996年-2006年）[61]

| スペイン代表 | 国際Aマッチ | 国際Aマッチ |
| 年           | 出場        | 得点        |
| ------------ | ----------- | ----------- |
| 1996         | 4           | 1           |
| 1997         | 6           | 0           |
| 1998         | 10          | 4           |
| 1999         | 9           | 10          |
| 2000         | 11          | 3           |
| 2001         | 9           | 5           |
| 2002         | 9           | 6           |
| 2003         | 10          | 8           |
| 2004         | 13          | 3           |
| 2005         | 11          | 2           |
| 2006         | 10          | 2           |
| 通算         | 102         | 44          |

### 得点
| #   | 日付           | 対戦場所                                                       | 対戦チーム               | スコア | 結果  | 大会          |
| --- | -------------- | -------------------------------------------------------------- | ------------------------ | ------ | ----- | ------------- |
| 1.  | 1996年12月14日 | エスタディオ・デ・メスタージャ, バレンシア, スペイン           | ユーゴスラビア           | 2 - 0  | 2 – 0 | 1998年W杯予選 |
| 2.  | 1998年3月25日  | バライードス, ビーゴ, スペイン                                 | スウェーデン             | 3 – 0  | 4 – 0 | 親善試合      |
| 3.  | 1998年6月13日  | ラ・ボージョワール, ナント, フランス                           | ナイジェリア             | 2 - 1  | 2 – 3 | 1998年W杯     |
| 4.  | 1998年9月5日   | ツィリオン・スタジアム, リマソール, キプロス                   | キプロス                 | 2 - 1  | 3 – 2 | EURO 2000予選 |
| 5.  | 1998年11月18日 | スタディオ・アレキ, サレルノ, イタリア                         | イタリア                 | 2 – 2  | 2 – 2 | 親善試合      |
| 6.  | 1999年3月27日  | エスタディオ・デ・メスタージャ, バレンシア, スペイン           | オーストリア             | 1 - 0  | 9 – 0 | EURO 2000予選 |
| 7.  | 1999年3月27日  | エスタディオ・デ・メスタージャ, バレンシア, スペイン           | オーストリア             | 2 - 0  | 9 – 0 | EURO 2000予選 |
| 8.  | 1999年3月27日  | エスタディオ・デ・メスタージャ, バレンシア, スペイン           | オーストリア             | 6 - 0  | 9 – 0 | EURO 2000予選 |
| 9.  | 1999年3月27日  | エスタディオ・デ・メスタージャ, バレンシア, スペイン           | オーストリア             | 7 - 0  | 9 – 0 | EURO 2000予選 |
| 10. | 1999年3月31日  | スタディオ・オリンピコ, セラヴァッレ, サンマリノ               | サンマリノ               | 0 - 2  | 0 – 6 | EURO 2000予選 |
| 11. | 1999年3月31日  | スタディオ・オリンピコ, セラヴァッレ, サンマリノ               | サンマリノ               | 0 - 4  | 0 – 6 | EURO 2000予選 |
| 12. | 1999年3月31日  | スタディオ・オリンピコ, セラヴァッレ, サンマリノ               | サンマリノ               | 0 - 5  | 0 – 6 | EURO 2000予選 |
| 13. | 1999年6月5日   | エル・マドリガル, ヴィラ＝レアル, スペイン                     | サンマリノ               | 5 - 0  | 9 – 0 | EURO 2000予選 |
| 14. | 1999年9月4日   | エルンスト・ハッペル, ウィーン, オーストリア                   | オーストリア             | 0 - 1  | 1 – 3 | EURO 2000予選 |
| 15. | 1999年10月10日 | カルロス・ベルモンテ, アルバセテ, スペイン                     | イスラエル               | 3 - 0  | 3 – 0 | EURO 2000予選 |
| 16. | 2000年1月26日  | エスタディオ・カルタゴノバ, カルタヘナ, スペイン               | ポーランド               | 1 - 0  | 3 – 0 | 親善試合      |
| 17. | 2000年6月18日  | アムステルダム・アレナ, アムステルダム, オランダ               | スロベニア               | 0 – 1  | 1 – 2 | EURO 2000     |
| 18. | 2000年8月16日  | ニーダーザクセンシュタディオン, ハノーファー, ドイツ           | ドイツ                   | 4 - 1  | 4 – 1 | 親善試合      |
| 19. | 2001年3月24日  | エスタディオ・ホセ・リコ・ペレス, アリカンテ, スペイン         | リヒテンシュタイン       | 4 - 0  | 5 – 0 | 2002年W杯予選 |
| 20. | 2001年6月2日   | カルロス・タルティエレ, オビエド, スペイン                     | ボスニア・ヘルツェゴビナ | 3 – 1  | 4 – 1 | 2002年W杯予選 |
| 21. | 2001年6月6日   | ラマト・ガン・スタジアム, テルアビブ, イスラエル               | イスラエル               | 1 - 1  | 1 – 1 | 2002年W杯予選 |
| 22. | 2001年9月5日   | ラインパーク・シュタディオン, ファドゥーツ, リヒテンシュタイン | リヒテンシュタイン       | 0 - 1  | 0 - 2 | 2002年W杯予選 |
| 23. | 2001年11月14日 | エスタディオ・ヌエボ・コロンビーノ, ウエルバ, スペイン         | メキシコ                 | 1 - 0  | 1 – 1 | 親善試合      |
| 24. | 2002年4月17日  | ウィンザー・パーク, ベルファスト, 北アイルランド               | 北アイルランド           | 0 – 1  | 0 – 5 | 親善試合      |
| 25. | 2002年4月17日  | ウィンザー・パーク, ベルファスト, 北アイルランド               | 北アイルランド           | 0 – 3  | 0 – 5 | 親善試合      |
| 26. | 2002年6月2日   | 光州ワールドカップ競技場, 光州広域市, 大韓民国                 | スロベニア               | 1 - 0  | 3 – 1 | 2002年W杯     |
| 27. | 2002年6月12日  | 大田ワールドカップ競技場, 大田広域市, 大韓民国                 | 南アフリカ共和国         | 0 - 1  | 2 – 3 | 2002年W杯     |
| 28. | 2002年6月12日  | 大田ワールドカップ競技場, 大田広域市, 大韓民国                 | 南アフリカ共和国         | 2 - 3  | 2 – 3 | 2002年W杯     |
| 29. | 2002年9月7日   | アポストロス・ニコライディス・スタジアム, アテネ, ギリシャ     | ギリシャ                 | 0 - 1  | 0 - 2 | EURO 2004予選 |
| 30. | 2003年2月12日  | イベロスター・エスタディ, パルマ・デ・マヨルカ, スペイン       | ドイツ                   | 1 - 0  | 3 - 1 | 親善試合      |
| 31. | 2003年2月12日  | イベロスター・エスタディ, パルマ・デ・マヨルカ, スペイン       | ドイツ                   | 2 - 1  | 3 - 1 | 親善試合      |
| 32. | 2003年3月29日  | オリンピスキ・スタジアム, キエフ, ウクライナ                   | ウクライナ               | 1 - 1  | 2 – 2 | EURO 2004予選 |
| 33. | 2003年9月10日  | マヌエル・マルティネス・バレロ, エルチェ, スペイン             | ウクライナ               | 1 - 0  | 2 – 1 | EURO 2004予選 |
| 34. | 2003年9月10日  | マヌエル・マルティネス・バレロ, エルチェ, スペイン             | ウクライナ               | 2 - 0  | 2 – 1 | EURO 2004予選 |
| 35. | 2003年10月11日 | リパブリカン・スタジアム, エレバン, アルメニア                 | アルメニア               | 0 - 2  | 0 – 4 | EURO 2004予選 |
| 36. | 2003年11月15日 | エスタディオ・デ・メスタージャ, バレンシア, スペイン           | ノルウェー               | 1 - 1  | 2 – 1 | EURO 2004予選 |
| 37. | 2003年11月19日 | ウレヴォール・スタディオン, オスロ, ノルウェー                 | ノルウェー               | 0 - 1  | 0 – 3 | EURO 2004予選 |
| 38. | 2004年3月31日  | エル・モリノン, ヒホン, スペイン                               | デンマーク               | 2 - 0  | 2 – 0 | 親善試合      |
| 39. | 2004年9月3日   | エスタディオ・デ・メスタージャ, バレンシア, スペイン           | スコットランド           | 1 - 1  | 1 – 1 | 親善試合      |
| 40. | 2004年10月9日  | エル・サルディネーロ, サンタンデール, スペイン                 | ベルギー                 | 2 - 0  | 2 – 0 | 2006年W杯予選 |
| 41. | 2005年2月9日   | フエゴス・メディテラネオス, アルメリア, スペイン               | サンマリノ               | 3 - 0  | 5 – 0 | 2006年W杯予選 |
| 42. | 2005年9月7日   | サンティアゴ・ベルナベウ, マドリード, スペイン                 | セルビア・モンテネグロ   | 1 - 0  | 1 – 1 | 2006年W杯予選 |
| 43. | 2006年6月3日   | マヌエル・マルティネス・バレロ, エルチェ, スペイン             | エジプト                 | 1 - 0  | 2 – 0 | 親善試合      |
| 44. | 2006年6月19日  | メルセデス・ベンツ・アレーナ, シュトゥットガルト, ドイツ       | チュニジア               | 1 - 1  | 3 – 1 | 2006年W杯     |

## タイトル

### 選手時代

#### クラブ
レアル・マドリード
- プリメーラ・ディビシオン - 1994-95, 1996-97, 2000-01, 2002-03, 2006-07, 2007-08
- スーペルコパ・デ・エスパーニャ - 1997-98, 2001-02, 2003-04, 2008-09
- UEFAチャンピオンズリーグ - 1997-98, 1999-00, 2001-02
- UEFAスーパーカップ - 2002-03
- トヨタ ヨーロッパ/サウスアメリカ カップ - 1998, 2002

シャルケ04
- DFBポカール - 2010-11
- DFLスーパーカップ - 2011

アル・サッド
- カタール・スターズリーグ - 2012-13
- アミールカップ - 2014

ニューヨーク・コスモス
- 北米サッカーリーグ - 2015春
- 北米サポーターズトロフィー - 2015
- サッカーボウル - 2015

#### 個人
- 最優秀新人選手（プリメーラ・ディビシオン） - 1995
- 最優秀スペイン人選手 - 1997, 1999, 2000, 2001, 2002
- プリメーラ・ディビシオン得点王 - 1998-99, 2000-01
- UEFAチャンピオンズリーグ得点王 - 1999-00, 2000-01
- UEFA年間最優秀FW - 1999-00, 2000-01, 2001-02
- UEFAチャンピオンズリーグ最優秀FW - 2000-01, 2002-03
- インターコンチネンタルカップ マン・オブ・ザ・マッチ - 1998
- UEFA欧州選手権2000 チーム・オブ・ザ・トーナメント - 2000
- IFFHS 世界得点王 - 1999
- FIFA 100 - 2004
- トロフェオ・アルフレッド・ディ・ステファノ - 2007-08
- マルカ・レジェンダ - 2009
- ドイツ ゴール・オブ・ザ・イヤー - 2011, 2013
- カタールリーグ フェアプレー賞 - 2013
- NASL月間最優秀選手 - 2015.5

### 指導者時代

#### クラブ
レアル・マドリード
- UEFAユースリーグ：2019-20